# Козир Максим Євсевійович
 Максим Євсевійович Козир (нар. 12 травня 1890 — 23 квітня 1945) — радянський військовик, Герой Радянського Союзу (1944). 

## Біографія
Народився в селі Багатому (зараз Новомосковський район Дніпропетровської області України) у селянській родині. Українець. Закінчив сільську школу. Працював пастухом, батраком, коногоном шахти у селищі Юзівка (нині Донецьк).
Служив у російській імператорській армії. З 1917 року у Червоній Гвардії, з 1918 року у лавах РСЧА. Брав участь у Першій світовій війні та Громадянській війні у Росії. Член РКП(б) з 1918 року
У 1923 році закінчив курси старшого і вищого комскладу, в 1926 році - курси «Выстрел».
Брав участь у німецько-радянській війні з червня 1941 року. Командир 232-ї стрілецької дивізії (40-а армія, 2-й Український фронт) генерал-майор Козир відзначився в Умансько-Ботошанській операції в 1944 році. Успішно прорвавши добре укріплену лінію оборони противника, воїни його дивізії звільнили десятки населених пунктів, знищивши при цьому декілька тисяч ворожих солдат і офіцерів.
17 травня 1944 року Максиму Євсевійовичу Козиру було присвоєно звання Героя Радянського Союзу.
Загинув під містом Брно (Чехія), де із засідки його автомобіль був розстріляний німецьким кулеметним розрахунком. Похований на Ольшанському цвинтарі у Празі.

## Нагороди
Був також нагороджений орденом Леніна, трьома орденами Червоного Прапора, орденом Суворова 2-го ступеня, орденом Богдана Хмельницького 2-го ступеня та медалями.